# رضا کریمی (کارگردان، زاده ۱۳۴۲)
رضا کریمی (زاده ۱۳۴۲ در تهران) کارگردان و فیلم‌نامه‌نویس ایرانی است.

## کارگردان
- تگرگ و آفتاب (۱۳۹۳)
- راه طولانی (۱۳۹۱)
- آدمکش (۱۳۸۸)
- مرده متحرک (۱۳۸۴)
- تب (۱۳۸۲)
- انعکاس (۱۳۸۶)
- هزاران زن مثل من (۱۳۷۹)
- عشق + ۲ (۱۳۷۷)

## نویسنده
- حکم تجدیدنظر (فیلم) (۱۳۹۹)
- ایده اصلی (۱۳۹۷)
- تراژدی (۱۳۹۲)
- آدمکش (۱۳۸۸)
- تب (۱۳۸۲)
- هزاران زن مثل من (۱۳۷۹)
- عشق + ۲ (۱۳۷۷)
- روی خط مرگ (۱۳۷۵)

## تهیه‌کننده
- حکم تجدیدنظر (۱۳۹۹)
- تگرگ و آفتاب (۱۳۹۳)